# Hugo van Chalon-Tonnerre
Hugo van Chalon-Tonnerre (overleden in 1424) was van 1422 tot aan zijn dood graaf van Tonnerre. Hij behoorde tot het huis Chalon.

## Levensloop
Hugo was de tweede zoon van graaf Lodewijk I van Chalon-Tonnerre en diens echtgenote Maria, dochter van heer Willem VII van Parthenay. 
In 1402 huwde hij met Catharina, vrouwe van L'Isle Bouchard, Doué, Gençay, Selles en Rochefort-sur-Loire en hofdame van de Franse koninginnen Isabella van Beieren en Maria van Anjou. Het huwelijk bleef kinderloos.
In 1422 volgde hij zijn oudere broer Lodewijk II op als graaf van Tonnerre. Hugo bleef dit tot aan zijn dood in 1424 en werd toen opgevolgd door zijn jongere zus Johanna II.